# Vladislavs Gabovs
Vladislavs Gabovs, né le 13 juillet 1987 à Riga en Lettonie, est un footballeur international letton, qui évolue au poste de défenseur.

## Biographie

### Carrière de joueur
Vladislavs Gabovs dispute un match en Ligue des champions, 13 matchs en Ligue Europa, et un match en Coupe Intertoto,.

### Carrière internationale
Vladislavs Gabovs compte 21 sélections avec l'équipe de Lettonie depuis 2013. 
Il est convoqué pour la première fois par le sélectionneur national Aleksandrs Starkovs pour un match amical contre le Qatar le 24 mai 2013 (défaite 3-1).

## Palmarès

### En club
- Avec le TVMK Tallinn
  - Vainqueur de la Coupe d'Estonie en 2006
  - Vainqueur de la Supercoupe d'Estonie en 2006

- Avec le Daugava Daugavpils
  - Vainqueur de la Coupe de Lettonie en 2008

- Avec le FK Ventspils
  - Champion de Lettonie en 2011
  - Vainqueur de la Ligue balte en 2010
  - Vainqueur de la Coupe de Lettonie en 2011

### En sélection
- Vainqueur de la Coupe baltique en 2014